# DeepMind
Google DeepMind Technologies Limited je britansko-američka istraživačka laboratorija veštačke inteligencije koja služi kao podružnica Gugla. Osnovana u Velikoj Britaniji 2010. godine, kupio ju je Gugl 2014. i spojio se sa odeljenjem Gugle VI-ovog odeljenja Gugl mozak da bi u aprilu 2023. postao Gugl Dipmajnd. Kompanija se nalazi u Londonu, sa istraživačkim centrima u Kanadi, Francuskoj, Nemačkoj i Sjedinjenim Državama.
Dipmajnd je predstavio neuronske Tjuringove mašine (neuronske mreže koje mogu da pristupe spoljnoj memoriji kao konvencionalna Tjuringova mašina), što je rezultiralo računarom koji donekle podseća na kratkoročnu memoriju u ljudskom mozgu.
Dipmajnd je kreirao modele neuronskih mreža za igranje video igara i društvenih igara. Dospeo je na naslovne strane 2016. nakon što je njegov AlphaGo program pobedio profesionalnog Go igrača Lija Sedola, svetskog šampiona, u meču od pet igri, što je bilo tema dokumentarnog filma. Opštiji program, AlphaZero, pobedio je najmoćnije programe igrajući go, šah i šogi (japanski šah) nakon nekoliko dana igre protiv sebe koristeći podržano učenje.
U 2020. godini, DiMajnd je napravio značajan napredak u problemu savijanja proteina sa Alfafoldom. U julu 2022. godine objavljeno je da će preko 200 miliona predviđenih proteinskih struktura, koje predstavljaju gotovo sve poznate proteine, biti objavljeno putem baze podataka Alfafolda. Alfafoldova baza podataka predviđanja je postigla najsavremenije rekorde na testovima za merenje za algoritme savijanja proteina, iako svako pojedinačno predviđanje i dalje zahteva potvrdu eksperimentalnim testovima. AlphaFold3 je objavljen u maju 2024. godine, čineći strukturna predviđanja za interakciju proteina sa različitim molekulima. Uspostavio je nove standarde na različitim merilima, podižući tačnost sa 28 i 52 odsto na 65 i 76 odsto.

## Spoljašnje veze
- Zvanični veb-sajt
- GitHub Repositories